# Fotografia ultravioleta
Fotografia ultravioleta ou fotografia no ultravioleta é o processo forográfico de registro de imagens pelo uso de luz apenas no espectro do ultravioleta. Possui grande aplicação em astronomia e diagnóstico em medicina, na microscopia.